# Фейерверки по средам
«Фейерверки по средам» (перс. چهارشنبه سوری‎) — иранский драматический фильм 2006 года, снятый Асгаром Фархади.
Название фильма отсылает к Чахаршанбе-Сури, древнему иранскому празднику огня, который предшествует приходу весны.

## В ролях
| Актёр            | Роль            |
| ---------------- | --------------- |
| Хамид Фаранеджад | Morteza         |
| Хеди Теграни     | Mozhde Samiei   |
| Таране Алидости  | Roohi           |
| Сахар Долатшахи  | Mozhde's sister |

## Сюжет
В канун Навруза, во время Чахаршанбе-Сури, небогатая Рухи, вскоре планирующая выйти замуж, получает заказ на приборку в одной из квартир многоквартирного богатого дома. Она становится свидетельницей ссоры супругов, которым принадлежит квартира; Можде подозревает своего мужа Мортезу в измене с соседкой, которая держит у себя в квартире парикмахерский салон, при этом Мортеза настаивает на том, что Можде ни с кем не поддерживает нормальных отношений и испортила ему жизнь своей паранойей (в частности, Можде посылает Рухи забрать сына из школы, а сама крадёт её чадру и идёт проверять, действительно ли Мортеза на работе; обнаружив это, он бьёт её прямо на улице). По мере развития событий Рухи решает вступиться за парикмахершу и врёт Можде, чтобы успокоить её, но вскоре обнаруживает доказательства того, что Мортеза действительно изменяет своей жене (в тот вечер его любовница расстаётся с ним). Она хочет сообщить о своём промахе, но Мортеза не даёт ей сделать этого и отвозит её домой, к её жениху; вернувшись в свою квартиру, он обнаруживает, что Можде спит не в супружеской кровати, а в обнимку с их сыном-первоклассником.